# Kötés (textilipar)

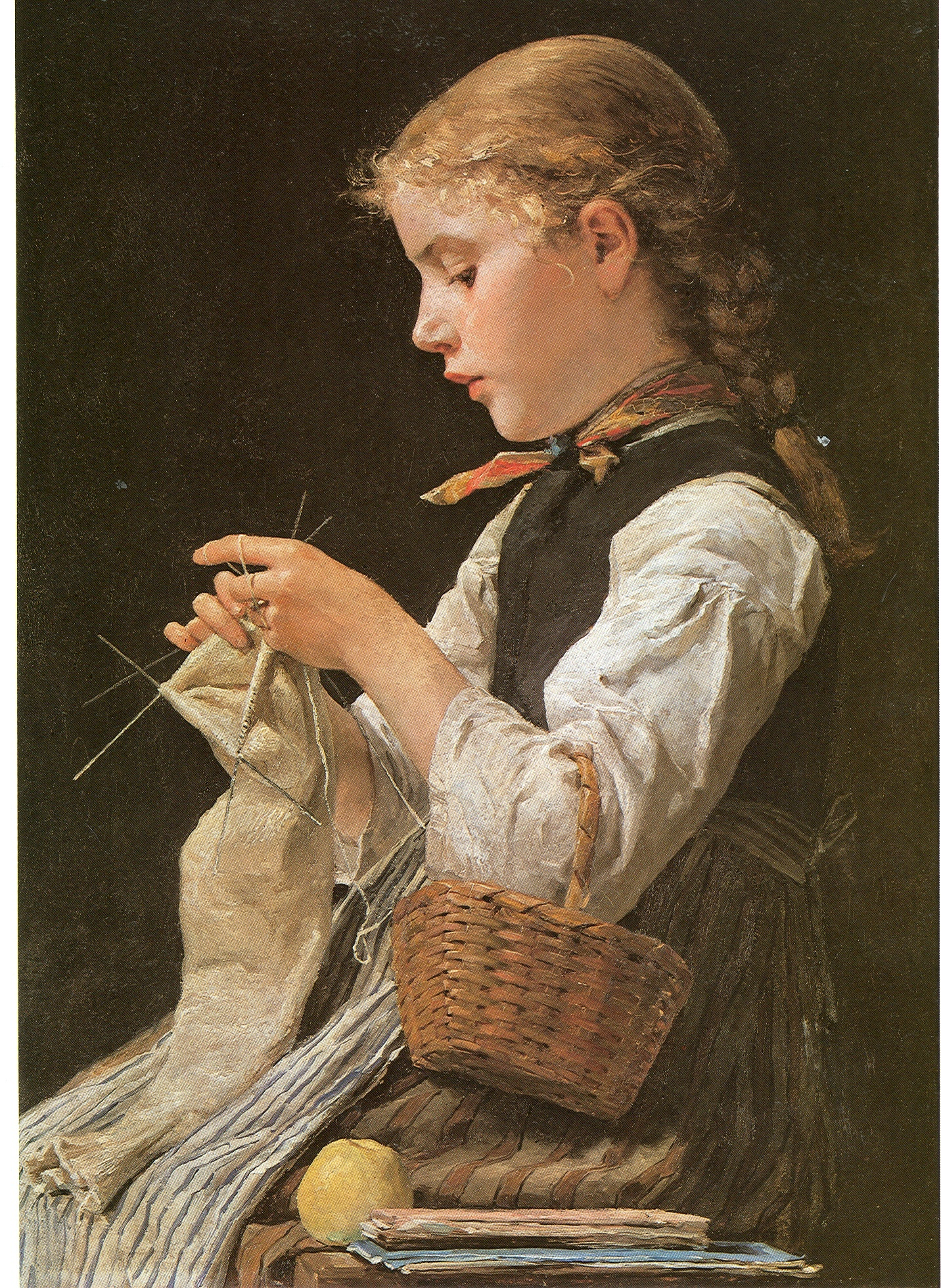
A. Anker: Kötő kislány (1884)

A kötés (régebbi, ma már elavult szóhasználattal: kötszövés, kötés-hurkolás) a textiliparban alkalmazott egyik eljárás egy vagy több fonalból összefüggő kelme létrehozására. A kötött kelmék és a belőlük készült kötöttáruk nagyon fontos szerepet töltenek be mind a ruházkodásban, mind más felhasználási területeken (műszaki, egészségügyi alkalmazások), előállításukkal a kötőipar foglalkozik, amely hazánkban is jelentős helyet foglal el a textil- és textilruházati iparon belül.

## Történet

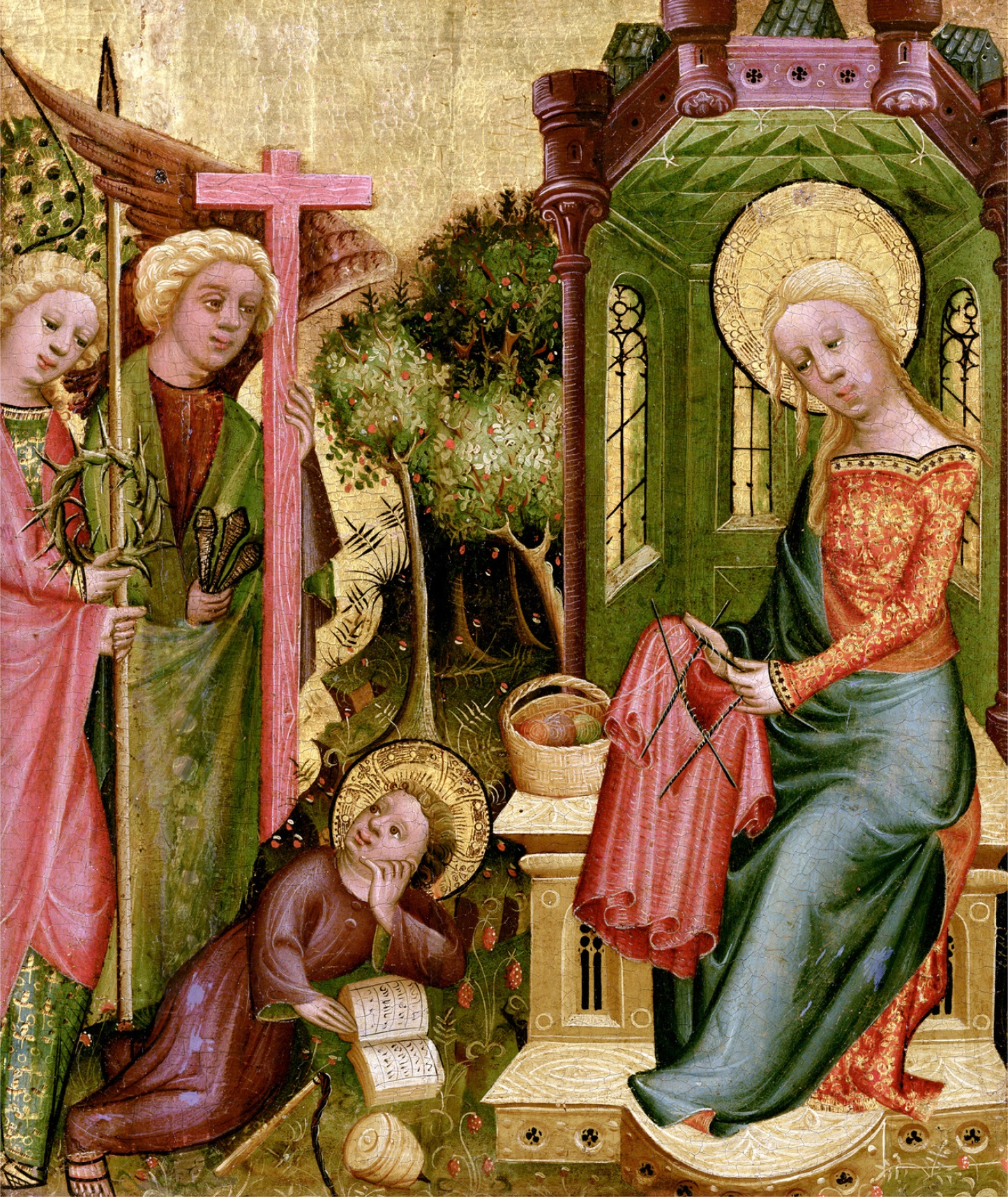
Madonna négy tűvel köt (Bertram mester oltárképének részlete 1359-ből)

A mai értelemben vett kötés eredete homályba vész. A fonalból hurkok készítésére révén kialakított szerkezet legősibb formái már a bronzkorban megjelentek (például a dániai Jylland leletei), és az ókori népeknél is igen elterjedtek, mint például a sprang vagy a naalebinding (magyarul öltéses összefűzésnek fordíthatnánk), ha ezek nem is a mai értelemben vett kötött kelmeszerkezetek voltak. Különösen az utóbbi mutat szerkezetében hasonlóságot a mai értelemben vett vetülékrendszerű kötött kelmeszerkezettel. Az ókorból fennmaradt kelmedarabok, ruhadarab-maradványok egy része szerkezetében nagyon hasonlít a mai kötött termékekhez, de alaposabb vizsgálatuk azt mutatta, hogy inkább ezekkel a technikákkal készültek. Ezek a skandináv népek, az egyiptomiak, Peru őslakói és más népek által egymástól teljesen függetlenül is ismert is használt eljárások tekinthetők a mai kötés előfutárának. Megoszlanak a vélemények arról is, hogy a valamikori Dura-Európosz helyén (a mai Szíriában, az Eufrátesz partján) végzett ásatásoknál előkerült kelmedarabok – amiknek keletkezését i. e. 300 és i. sz. 256, azaz a város alapításának és lerombolásának időpontja közé teszik – valóban kötött kelméknek tekinthető-e. Vannak, akik egyiptomi falfestményeken, görög vázákon ábrázolt, szorosan a testre simuló ruházatokból arra következtetnek, hogy ezek valamilyen kötéshez hasonló eljárással készülhettek, de erre tárgyi bizonyíték nem került elő.
Valószínű, hogy a mai kötési technika Arábiából származik, ahol főleg harisnyákat készítettek ezzel az eljárással.  Az előkerült első tárgyi emlékek (harisnyák, sapkák, erszények) az i. sz. 2.–3. századból valók. Az arabok ennek készítésére ún. kötőkeretet használtak. A keretek kör- vagy négyszögletes alakúak voltak és fából vagy csontból készült, egyenlő távolságokban elhelyezett peckek voltak rajtuk. Minél vékonyabbak voltak a peckek és minél közelebb voltak egymáshoz, annál finomabb kelmét készíthettek rajtuk. A bekezdés ezeken a kereteken nagyon egyszerű volt. A fonalat ráhurkolták az első pecekre, majd sorban az egymás mellettiekre, amíg valamennyin végig nem értek. Ezt a kezdő hurkot a pecek tövéhez tolták le. Ezután másodszor is végigmentek a peckeken, újból egy-egy hurkot alakítva ki rajtuk, majd az alsó sorban lévő hurkokat egy segédeszközzel áthúzták a másodszor készült hurkokon. Ezt eredetileg valószínűleg egy vékony pálcával, vagy durvább kötéseknél a kötő az ujjaival végezte. Később a pálca végén horgot alakítottak ki, hogy megkönnyítsék a hurkok átemelését egymáson. Amikor az első hurkokat átbujtatták a másodszorra készülteken, elkészült a bekezdés és a keret készen állt a kötés folytatására. Ez az előbb elmondottak ismétléséből állt, az új hurkokon mindig áthúzták az előzőeket, így készítve el az összefüggő, tömlő alakú kelmét. Ez az eljárás vezetett sokkal később, valószínűleg a 16. század végén a horgolt kelmék készítéséhez.
Nagy a valószínűsége annak, hogy a kötés tehát az araboktól terjedt el, részben a Selyemúton kelet felé, egészen Tibetig, sőt Kínáig, másrészt a mórok közvetítésével jutott el Európába. Itt mindenekelőtt egyházi méltóságok kesztyűi, harisnyái készültek ezzel a technikával. A legrégibb fennmaradt példány egy 12. századból való kesztyű, amit Konrad von Sternberg püspök viselt. Spanyolországban 1275-ből, illetve 1283-ból származó sírokból kerültek elő mintásan kötött selyempárnák, Franciaországban 1382-ben, Angliában 1402-ben készült kötött kesztyűket őriznek egyházi kincstárakban. A 13. századi Itáliából fennmaradt az a kötött kesztyű, amit V. Kelemen pápa számára készítettek. A 14. században már ismerték a 4-5 tűvel készített „körkötést”, amit a hamburgi Bertram mester 1359-ben festett oltárképe is bizonyít, amelyen a Madonna négy tűvel köt egy ruhadarabot.  VIII. Henrik angol király (1509–1547) Spanyolországból származó, I. Erzsébet (1558–1603) azonban már Angliában készült selyemharisnyát hordott és ekkortájt a korábban általános, szövött anyagból szabott harisnyákat már fokozatosan felváltották a kötött harisnyák. A 15. század közepe táján Angliában egyre népszerűbb lett a kötött sapka. A 16. században alakultak meg az első kötő céhek. A kötést kezdetben hivatásszerűen férfiak végezték, kézi munkával. Gépesítése az 1589-ben a William Lee által feltalált kötőgéppel kezdődött. A 17. században már Európa minden országában meghonosodott ez az iparág és még gobelin-szerű faliszőnyegeket is készítettek kézi kötéssel.
A kötőgépek fejlődése a 19. században vett nagyobb lendületet, ekkor kezdtek megjelenni a különböző, egyre bonyolultabb kötésmódok és mintázatok előállítására szerkesztett, egyre magasabb fokon automatizált gépek. A nagyipari kötöttárugyártás kezdetei is erre az időszakra tehetők, ami aztán a 20. század második felében teljesedett ki és napjainkban is meghatározó eleme a divatiparnak, emellett fontos szerepet játszanak a műszaki textíliák gyártásában is.

## Kelmeszerkezet

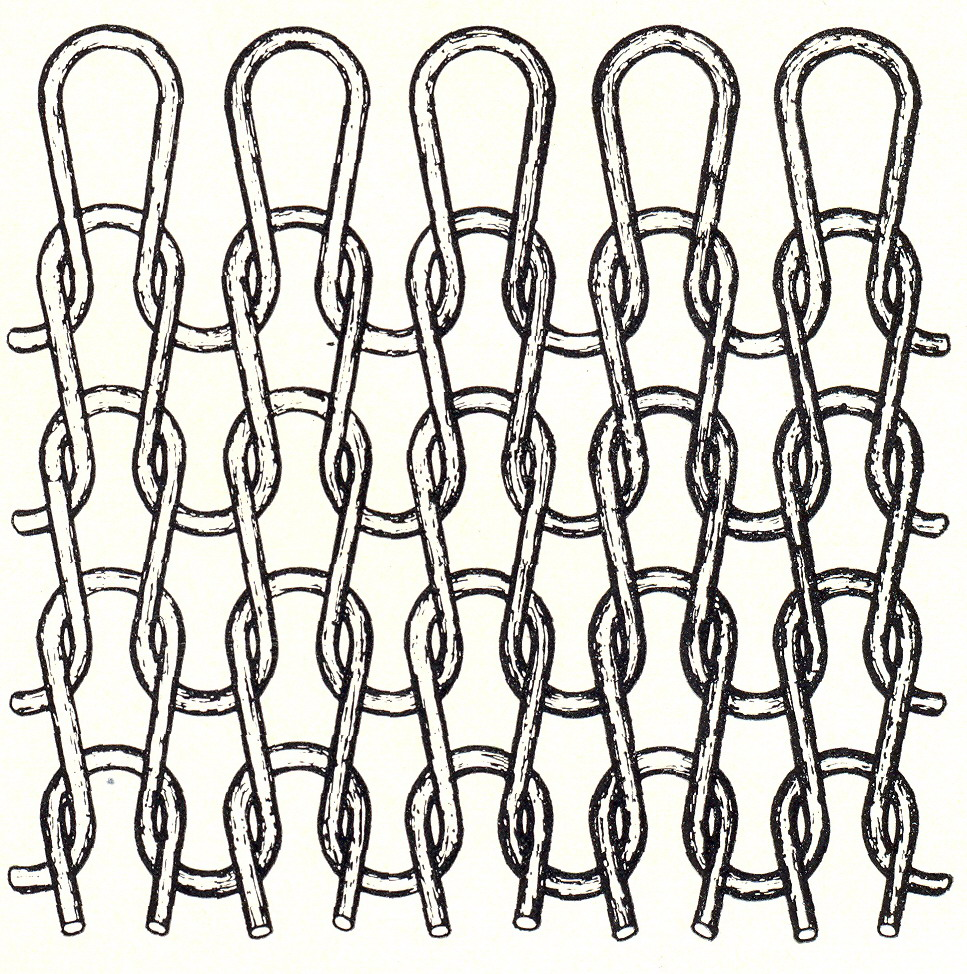
Vetülékrendszerű kötött kelme szerkezete

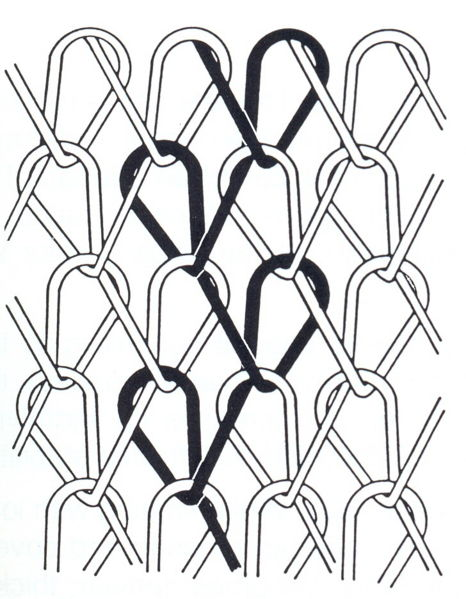
Láncrendszerű kötött kelme szerkezete

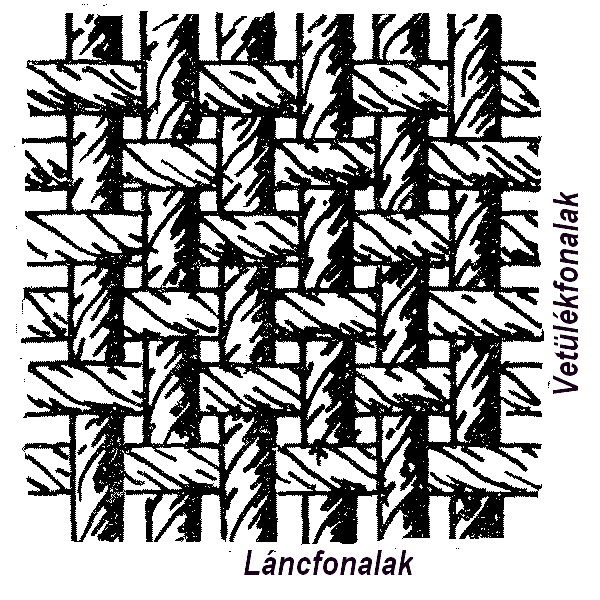
Szövött kelme szerkezete

A kötött kelmék közös jellemzője – akár kézi kötéssel, akár gépi kötéssel állítják is elő azokat –, hogy hurok formára hajlított fonal(ak)ból kialakított szemekből állnak. Az egymás melletti és egymás fölötti szemek összekapcsolódásából alakul ki az összefüggő kelme. A hurkok formájától és kapcsolódási módjától függően alapvetően kétféle kelmeszerkezetet különböztetünk meg: a vetülékrendszerű és a láncrendszerű kötött kelméket. Az ábrák ezek legegyszerűbb változatait mutatják be. A vetülékrendszerű kelme elvileg akár egyetlen fonalból is készülhet, a láncrendszerű kelmékben ezzel szemben legalább annyi fonalra van szükség, ahány szem készül egymás mellett a kelme szélességében.
A kötött kelmék ilyen elnevezései a szövésből erednek: ott a hosszanti fonalakat láncfonalaknak, a szélességirányú fonalakat vetülékfonalaknak nevezik. Elvileg ezekben a kötött kelmékben is ehhez hasonló elhelyezkedésűek a fonalak. De míg a szövetben e két fonalrendszer kölcsönösen keresztezi egymást, addig a kötött kelme elvileg csak lánc- vagy csak vetülékfonalakból is állhat, ahogy az az ábrákon látható.
A szemformák és a szemkapcsolódások különböző változataival és ezek kombinációival rendkívül sokféle kelmeszerkezet alakítható ki, ami a gyártáshoz használt fonalak saját tulajdonságaival kombinálva egyrészt a mintázásra, másrészt a kelme legkülönbözőbb fizikai tulajdonságainak (tömeg, vastagság, szakítószilárdság, nyúlás, rugalmasság, légáteresztő képesség, hőszigetelő képesség, páraáteresztő képesség stb.) tág határok között történő változtatására használható ki.

## A kötött kelmék tulajdonságai
A kötött kelmék szerkezeti adottságaiknál fogva általában viszonylag lazább szerkezetűek, ezért igen hajlékonyak, puhák, hossz- és keresztirányban nyúlékonyak, rugalmasak, sok levegőt zárnak magukba és ezért jó hőszigetelők. Megfelelő kelmeszerkezet (kötésmód) alkalmazásával ezek a tulajdonságok széles határok között változtathatók, ez adja a kötött kelmék nagy változatosságát és széles körű alkalmazhatóságát. Az előállításukhoz alkalmazott technikák lehetővé teszik különböző alakú (nemcsak síklap alakú, hanem akár háromdimenziós) kötött termékek előállítását is. Ez nagyon előnyös például ruhadarabok készítésénél: ruhaalkatrészeket közvetlenül a szabásmintának megfelelő alakúra lehet kötni és ezzel az utólagos szabás elkerülhető, de egy darabban megköthető egy sapka, harisnya vagy kesztyű is úgy, hogy szabást egyáltalán nem és varrást is csak minimális mértékben igényelnek.
A kötött kelmék tulajdonságait legjobban befolyásoló mérőszámok: 
- a szemekben elhelyezkedő átlagos fonalhossz (egy szembe bedolgozott átlagos fonalhossz, röviden: szemhossz),
- a szemhossz és a kelmét alkotó fonal vastagságának egymáshoz viszonyított aránya,
- a szemsűrűség, azaz a hosszegységre eső szemek száma hossz- és szélességirányban, illetve a területegységre eső szemek száma,
- a területi sűrűség, azaz a területegységre (leggyakrabban 1 m²-re) eső tömeg (grammban).

Ezek közül a szemhossz a legfontosabb adat, mert ez a felhasznált fonal vastagságával együtt alapvetően meghatározza a többi adatot és ezzel a kelme legtöbb fizikai tulajdonságát.

## Előállítás

### Kézi kötés

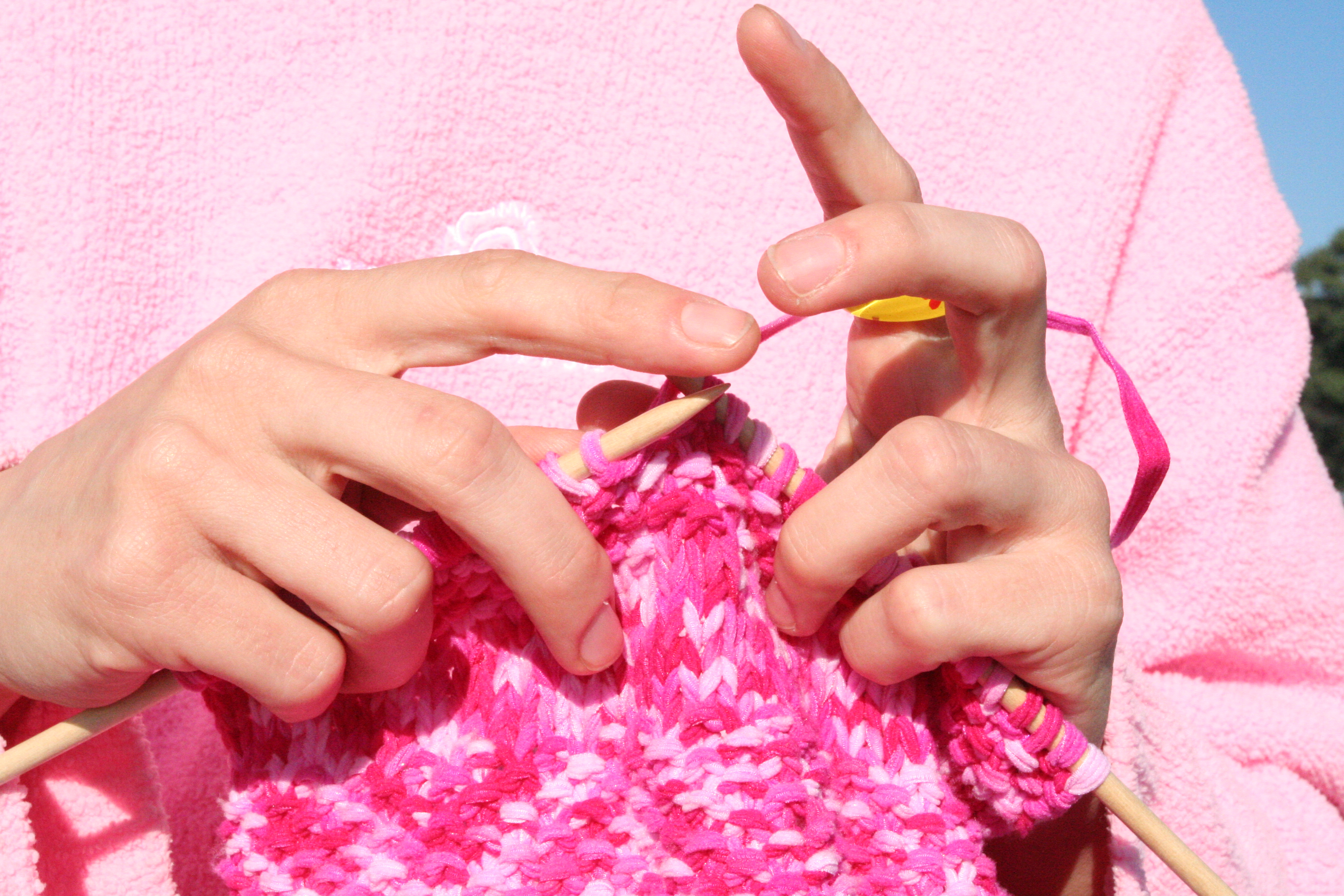
Kézi kötés

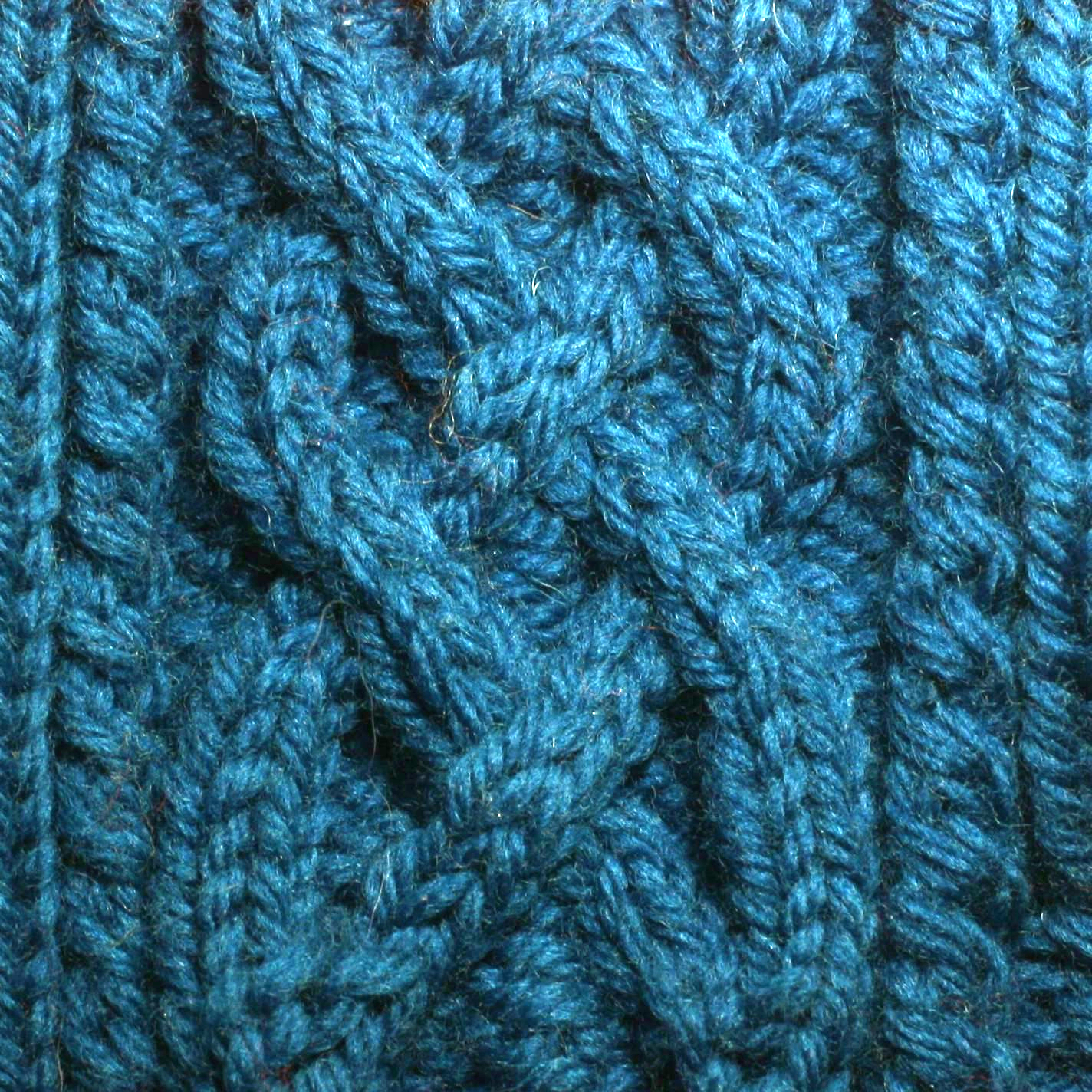
Mintás kötött pulóver részlete

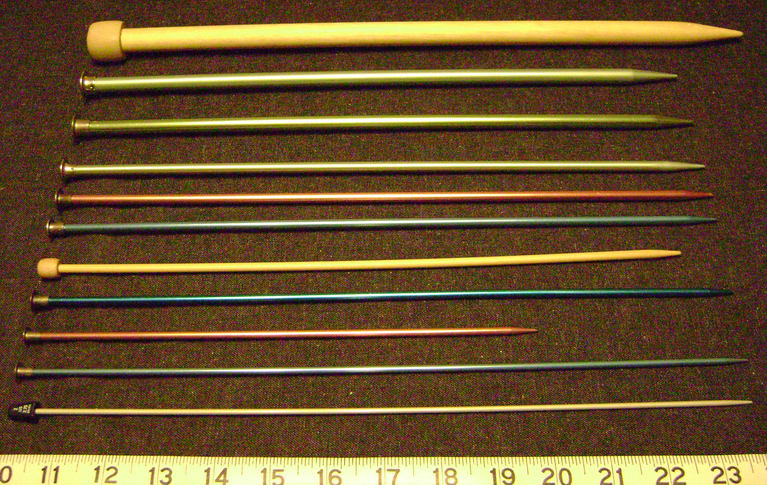
Egyenes kötőtűk

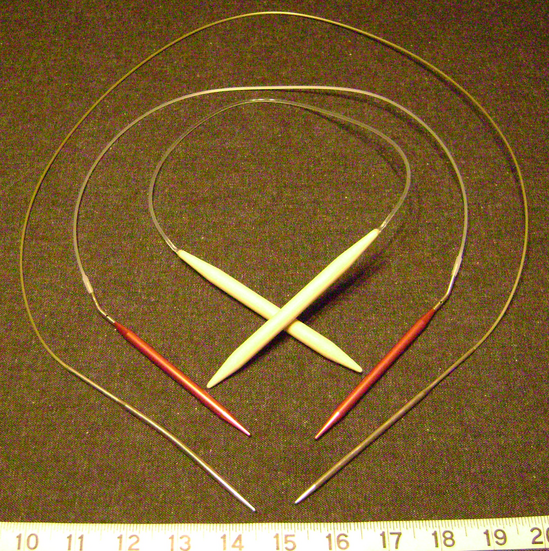
Körbe hajlított kötőtűk

A kézi kötés a kötőgép feltalálása előtt ipari tevékenységnek számított, ma már inkább csak hobbi- vagy művészeti tevékenység. A civilizáció mai fokán az emberek zöme nagyipari módszerekkel, géppel kötött ruhadarabokat visel.
A kézi kötésnek többféle technikája ismeretes, amelyek elsősorban például abban különböznek, hogy a fonalat jobb vagy bal kézzel tartják-e. Az előbbi elsősorban egyes nyugat-európai országokban (Angliában, Franciaországban, Olaszországban, Spanyolországban, de angol ill. francia hatásra Indiában, Koreában és Vietnamban is), az utóbbi a közép-európai országokban terjedt el (például Ausztriában, Magyarországon, Németországban, Svájcban, a balti és a skandináv országokban, de Oroszországban, Japánban, sőt Argentínában és Chilében is). Az ún. nyugat-európai kötésnél tehát jobb kézzel vezetik a fonalat a kevéssé mozgatott tűkhöz, a közép-európai módszernél viszont a jobb kézzel mozgatott tűkkel veszik fel a bal kézzel jóformán csak oda irányított fonalat. Ismeretes egy harmadik módszer is: az ún. dél-európai kötés: itt a fonalat nem kézzel vezetik, hanem (a bolgárok és törökök esetében) a nyakukon ill. (a görögöknél) egy, a ruhájukba tűzött biztosítótűn átvetve tartják és a tűkkel veszik fel a szemek kialakításához szükséges mennyiséget. Más népeknél kialakultak a kötésnek további módszerei és eszközei is. Minden esetben azonban a cél a fonalból szemek formázása ill. azok egymásba kapcsolása. Ezek a technikák mind az ún. vetülékrendszerű kelmék készítéséhez vezetnek, hiszen elvileg akár egyetlen fonalból meg lehet kötni a teljes darabot.

#### Kötőtűk
A kézi kötést ma általában két, egyik végén gömb alakban végződő, másik végén hegyes, pálca alakú tűvel végzik. (A gömb alakú végződés akadályozza meg, hogy a szemek lecsúszhassanak a tűről. A szemek kialakítása a tű hegyes végével történik.) Cső alakú termékek (például harisnyák, kesztyűk) készítésére négy, mindkét végén hegyes tűt használnak, de ilyenkor is mindig csak két-két tű dolgozik össze és egy-egy szemsor kialakításához rendre sorra veszik a tűpárokat, így haladva körben. Kör alakú kötött termékek, például kötött kerek terítők készítésénél egy, de kör alakban meghajlított és mindkét végén hegyes fém vagy (újabban) műanyag huzal szolgál kötőtű gyanánt. A kötőtűk vastagságát Európában azok milliméterben mért átmérőjével jellemzik (a szokásos méretek 0,5-től 25 mm-ig terjednek), az angol és amerikai számozási rendszer ettől eltér. A kötőtűk vastagságát aszerint kell kiválasztani, hogy milyen vastag fonallal kívánnak dolgozni. Kivételt képeznek a laza csipkeminták, amelyek kötésekor vékony fonalhoz is vastagabb tűt használnak, hogy a fonalvastagsághoz képest nagy, laza szemek készülhessenek.

#### Nyersanyagok
A kézi kötéshez használt fonalak – attól függően, hogy mit akarnak készíteni – főként gyapjúból vagy pamutból, esetleg lenből készült fonalak, ill. esetleg ezek keverékei valamilyen szintetikus szálasanyaggal (például poliészterrel). A gyapjút igen gyakran helyettesítik poliakrilnitril (röviden: akril-) szálakból font fonallal, mert ennek kinézete és melegtartása hasonlít a gyapjúéhoz. A kézi kötéshez ajánlott „fonalak” általában nem egyágú fonalak, hanem két vagy több fonal összesodrásával készült ún. cérnák. Ezeket a kereskedelemben matringban vagy gombolyag formájában hozzák forgalomba. A matringokból a fonalat a kötést megelőzően – a könnyebb kezelhetőség érdekében – utólag kell gombolyagot készíteni.
Kézi kötéshez gyakran használnak fel fejtett fonalat, kihasználva a vetülékrendszerű kötéssel készült termékek azon tulajdonságát, hogy általában viszonylag könnyen felfejthetők. Ezzel egyrészt a hibásan kötött alkatrészekből lehet visszanyerni a fonalat, másrészt hasznosítani lehet régi, esetleg divatjamúlt, de még használható állapotú (tehát nem túl kopott vagy rongyos) kötöttáruk nyersanyagát. A fejtett fonal erősen hullámos (mert megőrzi a korábbi szemek formáját), ezért a belőle készített kötöttáru esetleg kissé zavaros felületű, nem olyan szép, mint amit új fonalból készítenek.

#### A kézi kötés folyamata
A kötés megkezdésekor az egyik kötőtűre annyiszor csavarják rá a fonalat, ahány szemmel kívánják kezdeni a kötést. Az így kialakult „fonalmenetekhez” hurkolják hozzá a másik tűvel az első sor szemeit, majd ennek végeztével folytatják a kötést a minta szerint. Kézi kötéssel többféle olyan szemszerkezet is kialakítható, ami gépi kötéssel – legalábbis a technika mai fejlettségi szintjén – csak bonyolult, összetett művelettel hajtható végre (ha egyáltalán végrehajtható).
A kötött kelme szélessége kézi és a gépi kötésben egyaránt a szemek számának növelésével (szaporítással) ill. csökkentésével (fogyasztással) változtatható. Ez teszi lehetővé az alakra kötött lapok készítését, amit azután szabással már nem kell tovább alakítani. Az alakra kötött lapokat azután varrással egyesítik, így alakítva ki a kész ruhadarabot.

### Gépi kötés

#### Technika

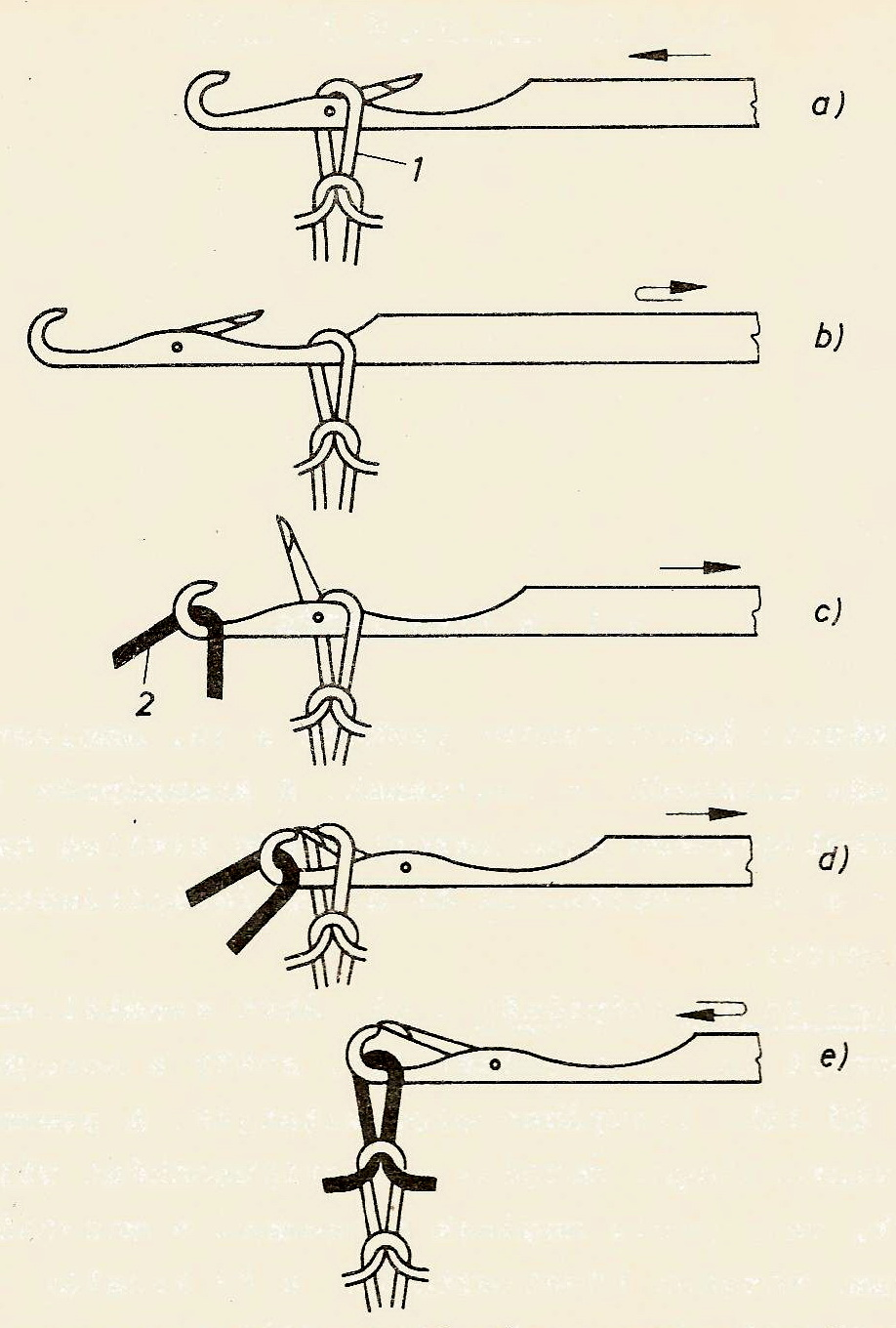
Szemképzés kanalas tűvel. 1 - Régi szem, 2 - Új fonal

Gépi kötésnél a kötőgépben annyi tűre van szükség, ahány szem szélességű kelmelapot akarnak készíteni. A különböző fajtájú és konstrukciójú kötőgépeken többféle kialakítású tűt használnak (kanalas, horgas, tolókás vagy karabinertűt – lásd részletesebben a kötőgép címszó alatt), de ezek mindegyikének elvi működése megegyezik abban, ahogy a szemeket kialakítják: a tűk a horgukba fektetett fonalat áthúzzák a korábban már rajtuk lévő szemeken és így alakítják ki – többnyire más alkatrészekkel, ún. szemképző eszközökkel együttműködve – az újabb szemet. A kötőgépeken különböző szemtípusok készíthetők és ezek variálásával állíthatók elő a különféle mintázatok. A működő tűk számának menet közben történő változtatásával elvégezhető a fogyasztás ill. szaporítás is. Színes fonalak használatával színmintás kötött kelmék is készíthetők. Egyes gépfajtákon (az ún. jacquard-gépeken) megoldható, hogy egy-egy szemsoron belül tűk nagy csoportjai  vagy akár mindegyik tű más-más típusú vagy színű szemet készítsen és ezek elrendezése minden szemsorban változzék, ami nagy mértékben bővíti ezeknek a gépeknek a mintázó képességét. Vannak gépek, amelyeken egy-egy ruhadarab (harisnya, zokni, kesztyű, sapka, vagy akár egy teljes pulóver, kardigán vagy ruha) egyetlen darabként elkészül, úgy, hogy utólagos konfekcionálásra (szabásra, varrásra) már nem vagy alig van szükség. A ma használatos kötőgépek nagy teljesítményűek, nagy mértékben automatizáltak, működésüket – beleértve a mintázatok kialakítását a teljes kelmefelületen és a fogyasztás-szaporítás műveleteit is – fejlett elektronikus berendezések irányítják és egy-egy munkás több, akár 40–50 gép felügyeletét is elláthatja.
Itt meg kell említeni, hogy a szaknyelv a tágabban értelmezett „kötőgépeken” belül megkülönbözteti a „kötőgépek” egy szűkebben értelmezett fajtáját, valamint a „hurkológépeket” (lásd bővebben a kötőgép szócikkben), amelyek csak szerkezeti felépítésükben különböznek, de a róluk lekerülő kelmében ez nem jelent különbséget.
Kötőgépeken ma már nem csak ruházati cikkeket gyártanak, hanem sokféle háztartási, egészségügyi és ipari továbbfeldolgozásra szolgáló terméket is. Erre az ad lehetőséget, hogy a szemszerkezet és a feldolgozott nyersanyagok (fonalak) variálásával igen változatos tulajdonságú kelmék készíthetők.

#### Nyersanyagok
A gépi kötésben a textiliparban használatos szálasanyagok csaknem mindegyike alkalmazásra talál. A kötött ruházati cikkek főleg pamutból, gyapjúból, ill. gyakran ezeknek mesterséges szálasanyagokkal (viszkózzal, poliamidokkal, poliészterrel, poliakrilnitrillel stb.) alkotott keverékeiből, vagy csak ezekből a mesterséges szálasanyagokból készülnek (például nylonharisnya). A műszaki célokra készült kötött textíliák gyártásához (amelyek lehetek például különböző célokra használt hálók, zsákok, kábelszigetelő anyagok, kompozitok erősítő anyagai stb.), a felhasználáskor fellépő mechanikai, vegyi, nedvesség, meleg vagy hideg okozta igénybevételektől, a megkívánt elektromos tulajdonságoktól stb. függően igen gyakran a rendelkezésre álló szokványos vagy speciális szintetikus szálasanyagokból készült fonalakat használják.
A kötőgépeken a fonalakat különböző alakú és méretű csévéken helyezik el és ezekről lehúzva adagolják a szemképzéshez, de vannak olyan gépek – az ún. láncrendszerű kelméket készítő kötőgépek –, amelyek azt igénylik, hogy nagy számú – akár több ezer – fonalat egymással párhuzamosan nagy hengerekre („lánchengerekre”) tekercseljenek fel (ez az ún. „felvetés” művelete); ezeket a fonalakat azután egyszerre tekercselik le a szemképzés ütemében és vezetik a megfelelő tűkhöz.

## Külső kapcsolatok
- Kötéslap Mindenféle, ami a kötéssel kapcsolatos
- A kötés története (németül)
- A kötés története (angolul)
- Kötött kelmék műszaki és egészségügyi alkalmazásai
- Kötött műszaki textíliák
- Orvosbiológiai textilanyagok
- Kézi kötés géppel (video)
- A kötés és a kötőgép rövid története